# یوری دهتریوف
یوری دهتریوف (اوکراینی: Юрій Віталійович Дегтерьов؛ زادهٔ ۵ دسامبر ۱۹۴۸) یک بازیکن فوتبال اهل اتحاد جماهیر سوسیالیستی شوروی است.
از باشگاه‌هایی که در آن بازی کرده‌است می‌توان به باشگاه فوتبال شاختار دونتسک اشاره کرد.
وی همچنین در تیم ملی فوتبال شوروی و تیم ملی فوتبال اوکراین بازی کرده‌است.